# Wilhelm Marx
Wilhelm Marx (Colonia, Prusia, 15 de enero de 1863-Bonn, Alemania ocupada, 5 de agosto de 1946) fue un político católico alemán y miembro del Partido de Centro. Fue canciller de Alemania del 30 de noviembre de 1923 al 15 de enero de 1925 y, otra vez, del 17 de mayo de 1926 al 29 de junio de 1928. Candidato del Partido de Centro (y, en la segunda vuelta, de toda la coalición de Weimar) en la elección presidencial de 1925, fue derrotado por Paul von Hindenburg.
Marx nació el 15 de enero de 1863 como hijo de un director de escuela católico. De 1881 a 1884 estudió Jurisprudencia en Bonn. Después de la pasantía y del segundo examen de Estado en 1888 empezó a trabajar en el servicio público de Prusia. Desde 1894 trabajó como juez.
De 1910 a 1918 fue miembro del Reichstag (entonces el nombre del Parlamento alemán) y nuevamente desde 1920 a 1932. El 27 de septiembre de 1921 fue nombrado presidente del grupo parlamentario del Partido de Centro.
El 30 de noviembre de 1923 Marx se convirtió en canciller de Alemania, encabezando un Gobierno minoritario. Formó una coalición del Partido de Centro (Zentrum), el Partido Popular Alemán (DVP), el Partido Popular Bávaro (BVP) y el Partido Democrático Alemán (DDP). El 16 de abril de 1924 aprobó el Plan Dawes, que reorganizó el pago de las reparaciones que Alemania tenía que reunir por la Primera Guerra Mundial. Su primer Gobierno duró hasta el 15 de enero de 1925.
El segundo Gobierno de Marx duró desde el 17 de mayo de 1926 al 29 de junio de 1928. Formó un Gobierno minoritario que se compuso del Partido de Centro (Zentrum), el Partido Popular Alemán (DVP) y el Partido Democrático Alemán (DDP). El ingreso del Partido Nacional del Pueblo Alemán (DNVP) en la coalición de Marx le costó gran cantidad de votos en las elecciones de mayo de 1928 y un mes más tarde presentó su dimisión.
Durante sus dos mandatos como canciller tenía que luchar contra la hiperinflación y negociar las demandas de reparaciones de guerra por la Primera Guerra Mundial. Logró la retirada de los franceses y belgas de la Cuenca del Ruhr y el ingreso de Alemania a la Sociedad de Naciones.